# Pannal and Burn Bridge
Pannal and Burn Bridge är en civil parish i kommunen North Yorkshire i England. Skapad 1 april 2016.